# 尋找風
《尋找風》（日语：風さがし）是日本女性歌手清浦夏實的首張單曲。2007年10月24日由Flying DOG（JVC Entertainment）發行。

## 概要
《尋找風》是歌手、演員清浦夏實的出道單曲。2007年10月至12月在東京電視台播出的電視動畫《Sketch book ～素描簿～》與B面歌曲「夏之記憶」分別選為片頭主題曲（第12話之外）和第12話片頭主題曲使用。

## 收錄歌曲
1. 尋找風 [4:00]
  - 作詞：高月，作曲、編曲：鈴木智文
  - 東京電視台電視動畫《Sketch book ～素描簿～》片頭主題曲（第12話之外）
2. 夏之記憶 [5:01]
  - 作詞：清浦夏實，作曲：前口涉（日语：前口渉），編曲：鈴木Daichi秀行（日语：鈴木Daichi秀行）
  - 東京電視台電視動畫《Sketch book ～素描簿～》劇中插入歌、第12話片頭主題曲
3. 尋找風 -Instrumental-
4. 夏之記憶 -Instrumental-